# Joseph Balthazar Inginac
Joseph Balthazar Inginac, né à Léogane le 31 décembre 1773 et mort le 9 mai 1847 à Port-au-Prince, est un général haïtien. 
Secrétaire général de la république d’Haïti, Inginac, fut un diplomate habile avec les agents étrangers envoyés en Haïti sous les gouvernements de Alexandre Pétion et de Jean-Pierre Boyer. A la chute de Boyer, il est banni et s'exile puis, rappelé, décide de ne plus prendre part aux événements. 

## Biographie
Au début de sa carrière, Joseph Balthazar Inginac a été secrétaire des propriétés de l'État. En 1804, après l'indépendance d'Haïti, le nouveau gouvernement a confisqué des biens en Haïti qui appartenaient aux Français, afin de centraliser la production haïtienne de sucre. En tant que chef de l'administration des propriétés de l'État, Inginac enquête sur tous les domaines du pays et en place 562 sous le contrôle de l'État. Cette action aboutit finalement à l'assassinat de l'empereur d'Haïti, Jean-Jacques Dessalines, le 17 octobre 1806.
Inginac est responsable de l'institution du Code rural, qui a été promulgué en Haïti en 1826, dans le but d'augmenter la productivité nationale. En vertu du Code, les citoyens haïtiens étaient liés aux plantations du pays à tout moment sauf les week-ends, et les vagabonds trouvés ne travaillant pas sur les terres étaient arrêtés et forcés dans les plantations ; et s'ils ne trouvaient pas de place pour travailler, ils étaient mis au travail sur des projets d'État. Le Code Rural a été un désastre et n'a pratiquement rien fait pour améliorer la productivité du pays. Les gens ont refusé d'y obéir et les troupes ont refusé de l'appliquer.
En 1817, James Tredwell visite la République d'Haïti (sud d'Haïti) et rencontre Inginac à plusieurs reprises. Sur le chemin du retour, Inginac lui fournit plusieurs documents gouvernementaux, que Tredwell a ensuite publiés à New York sous le nom de La Constitution de la République d'Haïti. Parmi les documents existe une lettre d'Inginac écrite pour répondre aux questions de Tredwell sur la possibilité de faire émigrer des Noirs américains en Haïti.
Joseph Balthazar Inginac est surtout connu pour avoir été secrétaire du président Jean-Pierre Boyer,. Au moment de son indépendance en 1804, Haïti n'est officiellement reconnue par aucune autre nation dans le monde. Inginac, en tant que secrétaire d'État pour Haïti, tente d'obtenir la reconnaissance officielle de la nation par d'autres nations. Ce n'est pas facile à une époque où les Noirs sont considérés comme intrinsèquement inférieurs aux Blancs ; et Haïti, comme un affront à cette croyance, a été méprisé pour être le produit de la seule révolte d'esclaves réussie de l'histoire. Inginac a d'abord tenté d'obtenir la reconnaissance des États-Unis, en tant que précurseur de l'émigration des Noirs américains libres de cette nation. A cette époque, l'American Colonization Society essayait de trouver un nouveau foyer pour les Noirs américains qui avaient été libérés de l'esclavage et n'étaient pas les bienvenus dans la société américaine. Après que le projet de les envoyer au Liberia, sur la côte ouest de l'Afrique, s'est avéré trop coûteux, Haïti est présentée comme une alternative viable pour l'asile des Noirs ; Haïti avait l'avantage d'être un endroit pour les noirs civilisés, où les anciens esclaves américains pouvaient mieux s'assimiler à leur nouvel environnement. Selon ce que l'envoyé haïtien Jonathas Granville (en) a assuré à l'American Colonization Society, l'émigration des noirs ne serait pas difficile parce que la terre était accordée gratuitement pour la colonisation noire américaine et l'anglais était compris en Haïti ; les nouveaux arrivants ne feraient pas de prosélytisme et la nation fournirait de l'argent facile à tous ceux qui voulaient travailler, en particulier aux artisans, dont Haïti avait besoin. Le président haïtien, Jean-Pierre Boyer, a payé personnellement le transport des Noirs libérés vers Haïti avec cinquante mille poids de café. Ils s'y installent en 1824. L'entreprise échoue finalement, car les émigrants (environ 6 000) ne purent surmonter les difficultés linguistiques et subirent la persécution des indigènes haïtiens. 
Inginac a également travaillé à établir des relations diplomatiques entre Haïti et la Grande-Bretagne ; il a favorisé la Grande-Bretagne parmi toutes les grandes puissances mondiales parce que ce sont les Britanniques qui ont soutenu l'indépendance d'Haïti. Mais cela n'a été réalisé qu'après la défaite cuisante dans laquelle les Britanniques ont reconnu d'autres républiques latino-américaines dans les années 1820 avant de reconnaître Haïti. Les Britanniques étaient réticents à reconnaître Haïti parce qu'ils se méfiaient de savoir si Haïti serait en mesure de maintenir son indépendance vis-à-vis de la France. Néanmoins, un émissaire britannique a finalement été envoyé en Haïti, mais alors qu'Inginac était présent pour accueillir le consul qui arrivait, Charles Mackenzie, le président haïtien Jean-Pierre Boyer a refusé de reconnaître le nouvel ambassadeur en raison des insultes qu'Haïti a subies de la part des Britanniques. Il semblerait qu'Inginac n'ait pas eu la coopération du leader haïtien dans les affaires étrangères. Non seulement ce point, l'alliance des Britanniques et des Haïtiens a été rendue encore plus instable en raison des lois économiques haïtiennes particulières ainsi que par le fait qu'Inginac recherchait un système dans lequel Haïti deviendrait un protectorat anglais - exactement ce que les Anglais ne voulaient pas. Après que les Anglais ont ouvert des relations diplomatiques officielles avec Haïti, d'autres nations européennes ont suivi ; mais Haïti était toujours un paria dans la communauté latino-américaine et a été exclu du Congrès de Panama en 1826.
Ses Mémoires ont été publiés en 1843.